# فوجیوارا نو یاسوهیرا
فوجیوارا نو یاسوهیرا (به ژاپنی: 藤原泰衡 Fujiwara no Yasuhira); ۱ ژانویهٔ ۱۱۵۵ – ۱۴ اکتبر ۱۱۸۹) چهارمین حاکم فوجیوارای شمالی در ولایت موتسو اهل ژاپن بود. وی در ابتدا به مانند پدرش از میناموتو نو یوشی‌تسونه پشتیبانی می‌کرد اما بعدها به فشار برادر بزرگتر یوشی‌تسونه، میناموتو نو یوریتومو، به یوشی‌تسونه حمله کرد. یوشی‌تسونه، به جای تسلیم، خودکشی کرد. در سال ۱۱۸۹ یاسوهیرا توسط نیروهای یوریتومو در نبرد اوشو شکست خورد و سپس کشته شد. این مرگ پایان فوجیوارای شمالی بود.